# Trioceros
Trioceros é um género de lagartos pertencente à família Chamaeleonidae (os camaleões), nativa das planícies e terras altas do continente africano, com distribuição natural numa vasta região que se estende da Etiópia para sul até Moçambique e para oeste até ao Gana. Trioceros foi considerado um subgénero do género Chamaeleo até 2009, ano em que foi elevado ao nível taxonómico de género. 
-

## Descrição
Os membros do género Trioceros são morfologicamente muito distintos, variando muito em aparência e tamanho. Muitas espécies do género têm vários ornamentos, como um a quatro cornos na cabeça, cristas na nuca ou na garganta, ou espinhos ou estruturas semelhantes a velas na parte superior do dorso ou da cauda. Estes ornamentos encontram-se principalmente nos machos adultos, mas são geralmente reduzidos ou mesmo ausentes nas fêmeas, havendo também muitas espécies do género em que ambos os sexos não possuem ornamentos conspícuos. Embora se encontrem estruturas semelhantes a cornos em alguns outros géneros de camaleões, o género Trioceros é o único em que estas estruturas podem ser cilíndricas, anelares e ósseas.
O género Trioceros contém espécies que põem ovos (ovíparas, semelhante à maioria dos outros géneros de camaleões) e espécies que dão à luz crias vivas (ovovivíparas, semelhante apenas ao género Bradypodion). É provável que a ovoviviparidade, o nascimento de crias, seja uma adaptação à temperatura, uma vez que em Trioceros se ocorre geralmente em espécies das terras altas. O clima relativamente frio das terras altas atrasa o desenvolvimento dos ovos depositados no solo, mas quando, em vez disso, são mantidos no interior do corpo até ao nascimento, a fêmea pode apanhar sol ativamente para aumentar a temperatura.

## Espécies
As seguintes espécies são reconhecidas como validamente descritas:
| Imagem                                                  | Nome                                                       | Nome comum | Subespécies | Distribuição |
| ------------------------------------------------------- | ---------------------------------------------------------- | --- | --- | --- |
|                                                         | Trioceros affinis (Rüppell, 1845)                          | camaleão-do-deserto Etiópia sem barba, camaleão do deserto Rüppell                                                                                            | | Etiópia. |
|                                                         | Trioceros balebicornutus (Tilbury, 1998)                   | camaleão de dois chifres das Monatanhas Bale | | Etiópia. |
| [[File:Trioceros bitaeniatus mtQuénia side.jpg\|150px]] | Trioceros bitaeniatus (Fischer, 1884)                      | camaleão-de-riscas-laterais, camaleão-de-duas-linhas | | Etiópia, Sudão do Sul, Somália, Quénia, Tanzânia, Uganda e o nordeste da República Democrática do Congo.                                       |
|                                                         | Trioceros camerunensis (L. Müller, 1909)                   | camaleão-anão dos Camarões | | Camarões. |
|                                                         | Trioceros chapini (de Witte, 1964)                         | camaleão de Chapin, camaleão-cinzento | | Gabão e República Democrática do Congo. |
|                                                         | Trioceros conirostratus (Tilbury, 1998)                    | camaleão-unicórnio do Sudão do Sul | | Sudão do Sul e Uganda. |
|                                                         | Trioceros cristatus (Stutchbury, 1837)                     | camaleão-de-crista, camaleão-de-fronteira | | Bioko, Guiné Equatorial, Camarões, República Centro-Africana, República Democrática do Congo, República do Congo, Gabão, Nigéria, Gana e Togo. |
|                                                         | Trioceros deremensis (Matschie, 1892)                      | camaleão gigante de três chifres, camaleão ondulado dos Montes Usambara                                                                                       | | Usambara Oriental, Uluguru, Montanhas Nguu e Nguru, e Montanhas Udzungwa.                                                                      |
|                                                         | Trioceros ellioti (Günther, 1895)                          | camaleão de Elliot, camaleão-de-riscas-laterais-de-Montana, camaleão de garganta ranhurada de Elliot                                                          | | Burundi, Quénia, Sudão do Sul, Ruanda, Tanzânia, Uganda e República Democrática do Congo.                                                      |
|                                                         | Trioceros feae (Boulenger, 1906)                           | camaleão sem cornos de Bioko, camaleão-montano de Bioko, camaleão de Fea                                                                                      | | Bioko. |
|                                                         | Trioceros fuelleborni (Tornier, 1900)                      | (tem como epónimo Friedrich Fülleborn), camaleão-da-serra, camaleão do vulcão Ngosi, camaleão-de-três-chifres de Poroto, camaleão-de-três-chifres-da-montanha | | Tanzânia |
|                                                         | Trioceros goetzei (Tornier, 1899)                          | camaleão de Goetze, camaleão de Ilolo, camaleão assobiador de Goetze                                                                                          | - Trioceros goetzei goetzei (Tornier, 1899) – O camaleão assobiador de Goetze - Trioceros goetzei nyikae (Loveridge, 1953) – camaleão-assobiador de Nyika | Tanzânia e Malawi. |
|                                                         | Trioceros hanangensis Krause & de, 2010                    | camaleão-anão montano do Monte Hanang, camaleão do Monte Hanang                                                                                               | | Tanzânia |
|                                                         | Trioceros harennae (Largen, 1995)                          | camaleão sem cornos de Harenna | - Trioceros harennae harennae (Largen, 1995) – camaleão sem chifres da floresta de Harenna - Trioceros harennae fitchi (Nečas, 2004) – camaleão sem cornos de Fitch | Etiópia |
| [[File:Lizard Quénia.jpg\|150px]]                       | Trioceros hoehnelii (Steindachner, 1891)                   | camaleão de capacete, camaleão de casco alto, camaleão de von Höhnel                                                                                          | | Quénia e Uganda |
|                                                         | Trioceros incornutus (Loveridge, 1932)                     | Camaleão sem cornos de Ukinga | | Tanzânia |
|                                                         | Trioceros ituriensis (K.P. Schmidt, 1919)                  | camaleão da floresta de Ituri | | República Democrática do Congo e Quénia. |
|                                                         | Trioceros jacksonii (Boulenger, 1896)                      | camaleão de Jackson | - Trioceros jacksonii jacksonii (Boulenger, 1896) – Camaleão de três chifres de Jackson - Trioceros jacksonii merumontanus (Rand, 1958) – camaleão-anão de Jackson - Trioceros jacksonii xantholophus (Eason, Ferguson & Hebrard, 1988) – camaleão de três chifres do Monte Quénia, camaleão de Jackson de crista amarela | centro-sul do Quénia e norte da Tanzânia. |
|                                                         | Trioceros johnstoni (Boulenger, 1901)                      | camaleão de Johnston, camaleão de três chifres de Johnston, camaleão de três chifres de Ruwenzori                                                             | | República Democrática do Congo, Burundi, Ruanda e Uganda                                                                                       |
|                                                         | Trioceros kinangopensis Stipala et al., 2012               | camaleão-anão das montanhas de Aberdare | | Quénia. |
|                                                         | Trioceros kinetensis (K.P. Schmidt, 1943)                  | camaleão-anão montano do Monte Kineti, camaleão do Monte Kineti                                                                                               | | Sudão do Sul. |
|                                                         | Trioceros laterispinis (Loveridge, 1932)                   | camaleão-espinhoso | | Tanzânia. |
|                                                         | Trioceros marsabitensis (Tilbury, 1991)                    | camaleão de um chifre, camaleão do Monte Marsabit, camaleão de Tilbury                                                                                        | | Quénia. |
|                                                         | Trioceros melleri (Gray, 1865)                             | camaleão gigante de um chifre, camaleão de Meller, camaleão gigante de um chifre de Meller                                                                    | | Malawi, norte de Moçambique e Tanzânia |
|                                                         | Trioceros montium (Buchholz, 1874)                         | camaleão-das-rochas dos Camarões | | Camarões. |
|                                                         | Trioceros narraioca (Nečas, Modrý & Šlapeta, 2003)         | camaleão do Monte Kulal ou camaleão de nariz empinado do Monte Kulal                                                                                          | | Quénia |
|                                                         | Trioceros ntunte (Nečas, Modry & Slapeta, 2005)            | camaleão do Monte Nyiru, camaleão-anão-montano de Nyiru | | Quénia |
|                                                         | Trioceros nyirit Stipala et al., 2011                      | camaleão do Monte Mtelo, camaleão de Pokot | | Quénia |
|                                                         | Trioceros oweni (Gray, 1831)                               | camaleão de Owen | | Nigéria, a norte, Angola, a sul, e Burundi, a leste                                                                                            |
|                                                         | Trioceros perreti (Klaver & Böhme, 1992)                   | camaleão de Perret, camaleão-montano de Perret | | Camarões. |
|                                                         | Trioceros pfefferi (Tornier, 1900)                         | camaleão de dois cornos de Pfeffer, camaleão de Pfeffer, camaleão de dois chifres de Bakossi                                                                  | | Camarões. |
|                                                         | Trioceros quadricornis (Tornier, 1899)                     | camaleão-de-quatro-chifres | - Trioceros quadricornis quadricornis (Tornier, 1899) – camaleão-de-quatro-chifres-do-sul - Trioceros quadricornis eisentrauti (Mertens, 1968) – camaleão de Rumpi Hills - Trioceros quadricornis gracilior (Böhme & Klaver, 1981) – camaleão-de-quatro-chifres-do-norte                                                  | oeste dos Camarões e sueste da Nigéria. |
|                                                         | Trioceros rudis (Boulenger, 1906)                          | camaleão grosseiro, camaleão áspero, camaleão de riscas laterais das Ruwenzori, camaleão anão montano barbudo de Rwenzori                                     | | oeste do Uganda, Ruanda, Burundi e leste da República Democrática do Congo                                                                     |
|                                                         | Trioceros schoutedeni (Laurent, 1952)                      | Camaleão-anão montês de Schouteden | | Ruanda e República Democrática do Congo. |
|                                                         | Trioceros schubotzi (Sternfeld, 1912)                      | camaleão-anão montês do Monte Quénia, camaleão de riscas laterais do Monte Quénia, camaleão de Schubotz                                                       | | Quénia |
|                                                         | Trioceros serratus (Mertens, 1922)                         | | | Camarões |
|                                                         | Trioceros sternfeldi (Rand, 1963)                          | (tem como epónimo Richard Sternfeld), camaleão-de-riscas-laterais das Crater Highlands, Tanzânia; camaleão-anão-das-montanhas                                 | | Tanzânia |
|                                                         | Trioceros tempeli (Tornier, 1899)                          | camaleão-montês da Tanzânia, camaleão de Tempel, camaleão-de-barba-dupla de Udzungwa                                                                          | | Tanzânia |
|                                                         | Trioceros werneri (Tornier, 1899)                          | camaleão de Werner, Camaleão de Wemer, camaleão de três chifres de Wemer                                                                                      | | Tanzânia |
|                                                         | Trioceros wiedersheimi (Nieden, 1910)                      | camaleão do Monte Lefo, camaleão de Wiedersheim | | Camarões e Nigéria |
|                                                         | Trioceros wolfgangboehmei Koppetsch, Nečas & Wipfler, 2021 | | | Etiópia. |

Nota bene: Na lista acima, uma autoridade binomial ou autoridade trinomial entre parênteses indica que a espécie ou subespécie foi originalmente descrita num género diferente de Trioceros.